# Tours jumelles de la Deutsche Bank
Les tours jumelles de la Deutsche Bank (en allemand, Deutsche Bank Zwillingstürme ou Deutsche Bank-Hochhaus) sont les deux immeubles qui abritent le siège de la Deutsche Bank, dans le quartier bancaire de Francfort. Elles figurent parmi les bâtiments les plus connus d'Allemagne, grâce à la forte couverture médiatique dont bénéficie la Deutsche Bank dans ce pays.
Les tours étaient initialement prévues pour accueillir un hôtel pour le groupe américain Hyatt. La station souterraine du S-Bahn Taunusanlage est située au pied des tours. Le plus grand monolithe créé par l'homme, œuvre du sculpteur suisse Max Bill, est placée devant l'entrée.
Le complexe comprend deux tours de 155 mètres chacune et à la base, un bâtiment de quatre étages. Le gratte-ciel, comme c'est fréquemment le cas à Francfort, a un surnom : Soll und Haben (« Débit et crédit ») ou Twin Towers pour les anglophones travaillant dans le quartier.
La construction des tours a duré 5 ans, de 1979 à 1984.

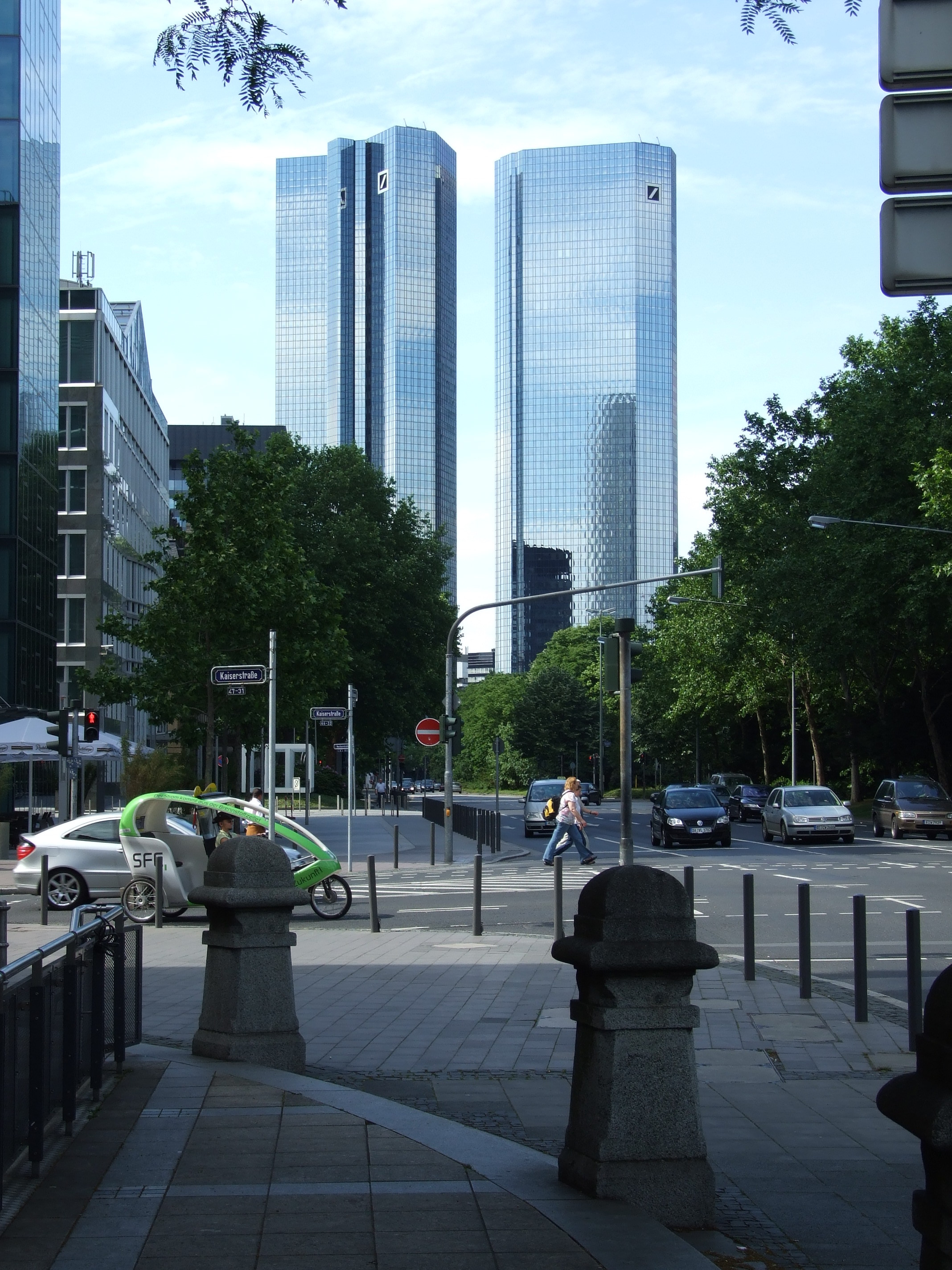